# Javier Guédez
Javier Antonio Guédez Sánchez (ur. 16 stycznia 1987) – wenezuelski judoka. Dwukrotny olimpijczyk. Zajął dziewiąte miejsce w Pekinie 2008 i Londynie 2012. Walczył w wadze ekstralekkiej.
Siódmy na mistrzostwach świata w 2009; siedemnasty w 2010; uczestnik zawodów w 2005, 2007, 2011, 2013, 2014. Startował w Pucharze Świata w latach 2008, 2010–2013, 2015 i 2016. Brązowy medalista igrzysk panamerykańskich w 2007; siódmy w 2011 i 2015. Zdobył sześć medali igrzysk Ameryki Południowej. Srebrny medalista mistrzostwa Ameryki Południowej w 2002 i 2003; brązowy w 2013. Drugi na igrzyskach boliwaryjskich w 2009 i 2013 i trzeci w 2005. Czterokrotnie na podium igrzysk Ameryki Środkowej i Karaibów. Zdobył osiem medali mistrzostw panamerykańskich w latach 2001 – 2012.

## Letnie Igrzyska Olimpijskie 2008
| Konkurencja | Eliminacje            | Eliminacje                     | Eliminacje           | Repasaże            | Klas. końcowa |
| Konkurencja | Przeciwnik I          | Przeciwnik II                  | 1/4                  | Przeciwnik I        | Miejsce       |
| ----------- | --------------------- | ------------------------------ | -------------------- | ------------------- | ------------- |
| 60 kg       | Albert Techov (LTU) Z | Taraje Williams-Murray (USA) Z | Ruben Houkes (NED) P | Frazer Will (CAN) P | 9.            |

## Letnie Igrzyska Olimpijskie 2012
| Konkurencja | Eliminacje      | Eliminacje             | Klas. końcowa |
| Konkurencja | Przeciwnik I    | Przeciwnik II          | Miejsce       |
| ----------- | --------------- | ---------------------- | ------------- |
| 60 kg       | Alamusi (CHN) Z | Rishod Sobirov (UZB) P | 9.            |